# 村上茂利
村上 茂利（むらかみ しげとし、 1918年11月9日 - 1989年11月20日）は、日本の政治家。自由民主党所属衆議院議員（3期）。福田派。

## 経歴
北海道天塩町生まれ。札幌一中（現北海道札幌南高等学校）を卒業し、1941年に中央大学法学部を卒業した。内務省に入省(神奈川県属)。1969年に労働事務次官に就任。1972年の第33回衆議院議員総選挙では北海道2区に自由民主党から出馬するも落選。1976年第34回衆議院議員総選挙で初当選を果たし、以後3期務める。1980年の大平内閣不信任決議案では欠席した。
1984年、第2次中曽根第1次改造内閣で法務政務次官に就任した。1986年の第38回衆議院議員総選挙では落選。1989年に癌のため71歳で死去する。その後、1990年の第39回衆議院議員総選挙に、後継者として金田英行が出馬した。

## 選挙経歴
- 1972年-第33回衆議院議員総選挙北海道2区次点[5]
- 1976年-第34回衆議院議員総選挙当選[2]
- 1979年-第35回衆議院議員総選挙当選[2]
- 1980年-第36回衆議院議員総選挙次点[8]
- 1983年-第37回衆議院議員総選挙当選[2]
- 1986年-第38回衆議院議員総選挙次点[6]